# III Толедський собор
Третій Толедський собор (лат. Concilium Toletanum III), скликаний вестготським королем Реккаредом I в 589 р. після його відмови від аріанства. Цей собор завершив аріанський період в історії вестготів.

## Історія
Молодший син Леовігільда Реккаред (586—601 рр.) на момент здобуття влади навесні 586 року ще був аріанином, а вже в лютому 587 року він таємно прийняв хрещення в католицтві. Ще до травня 589 року, коли відбувся Третій Толедський собор, аріанські церкви та їхня власність були передані католикам. На першому засіданні собору, на якому король головував подібно до Костянтина Великого на Нікейському соборі, Реккаред урочисто оголосив про своє навернення.
Собор ознаменував початок нового етапу взаємодії Церкви та держави в Іспанії. Після завершення собору Реккаред видав «Едикт на підтвердження собору», яким надав прийнятим рішенням силу закону і наказав карати конфіскацією майна та вигнанням тих, хто не підкорятиметься прийнятим рішенням. Цей собор розширив адміністративні функції духовенства, наказавши суддям і податковим чиновникам з'являтися на помісні собори і отримувати вказівки, як справедливо судити і оподатковувати населення. Одним із дисциплінарних канонів собору наказувалося, у разі виявлення недозволеного зв'язку священика з жінкою, останню продати у рабство, а гроші роздати бідним, що також можна розглядати як втручання Церкви у світські справи. Пізніше Реккаред видав спеціальний закон про захист цнотливості дівчат і вдів, які вирішили присвятити себе Богові. Наслідком таких змін у законодавстві стало посилення впливу іберо-римлян, які становили більшість католицьких священиків.

## Хід собору

### Перше засідання
Король відкрив перше засідання собору 8 травня 589 року після триденного посту. За свідченням Йоана Бікларського, Реккаред сидів на соборі серед єпископів подібно до Костянтина Великого на Першому Нікейському соборі 325 року. Не відомо, в якій толедській церкві відбувалися засідання. Після молитви він оголосив, що його навернення до католицизму відбулося "за кілька днів після смерті Леовігільда", хоча насправді це сталося через 10 місяців після цієї події.
Потім він наказав нотарію прочитати написане ним власноруч визнання віри, в якому він, не забувши про Філіокве, піддав анафемі Арія і визнав вчення перших чотирьох вселенських соборів. У цьому творі Реккаред нагадав єпископам, що його зусиллями великий народ готів був повернутий у лоно Католицької церкви, від якої він був відлучений стараннями лжевчителів. Свеви, які впали в єресь, також були ним навернуті. Завданням єпископів, за його словами, є наставляти ці народи, для чого і зібрали цей собор. Цей документ був підписаний Реккаредом та його дружиною Баддо. Зібрані на соборі, висловили схвалення почутому акламацією на честь Бога і короля.
Потім один з католицьких прелатів звернувся з проханням до священиків та представників знаті, що перейшли з аріанства, визнати свою віру і засудити аріанство. У відповідь 8 колишніх аріанських єпископів, 4 вестготських і 4 свевські, в 23 статтях, піддали анафемі єресь Арія.

### Друге засідання
На другому засіданні собору король виголосив промову, у якій закликав приділити особливу увагу навчанню навернутого духовенства. З цією метою він запропонував запровадити у Церкві східний звичай виголошення Константинопольського символу віри всіма вголос перед читанням Господньої Молитви. Ця пропозиція була прийнята єпископами. Після цього було прийнято 23 дисциплінарні канони.
Рішень щодо колишнього аріанського духовенства прийнято не було, і лише в 633 році було заборонено посвячувати в єпископи «хрещених у єресі». Було вирішено, що з урахуванням бідності іспанської церкви, помісні собори повинні проходити не рідше одного разу на рік, а не двічі, як це зазвичай заведено.